# Sint-Maartenskerk (Duinkerke)
De Sint-Maartenskerk (Frans: Eglise paroissiale Saint-Martin) is een rooms-katholieke parochiekerk in de gemeente en stad Duinkerke, gelegen aan de Rue de Paris, in het Franse Noorderdepartement.

## Geschiedenis
In 1864 werd een voorlopige kerk aan de Rue du Fort Louis in gebruik genomen. Deze verving de Sint-Elooiskapel op het kerkhof, welke sinds 1857 als kerk voor de benedenstad in gebruik was.
Een definitieve kerk werd gebouwd van 1864-1867 naar plannen van François-Napoléon Develle. De kerk liep tijdens beide wereldoorlogen schade op, en in 1987 werd de kerk beschadigd door brand.

## Gebouw
Het betreft een grote driebeukige basilicale kruiskerk in neoromaanse stijl. Het hoge schip wordt overkluisd door een tongewelf. De voorgevel wordt door twee torens geflankeerd.